# Euríloc (cunyat d'Ulisses)
Segons la mitologia grega, Euríloc (en grec antic Εὐρύλοχος) era el company i lloctinent d'Odisseu a l'Odissea. S'havia casat amb la seua germana Ctímene. Fou també un dels seus companys més fidels.
Quan van desembarcar a l'illa de Circe la sort el va designar per encapçalar l'exploració. No va entrar al palau de la deessa i no tastà el filtre màgic de Circe que convertí en porcs els altres companys, i així va poder avisar Ulisses del perill que corrien.
Més tard, a Sicília, va animar els seus companys a desembarcar i a matar i devorar alguns bous dels ramats d'Hèlios, i per això morí ofegat durant la tempesta que els déus els van enviar per castigar aquell sacrilegi.